# Randor Guy
Madabhushi Rangadorai,, plus connu sous son nom de plume Randor Guy (en tamoul : ராண்டார் கை) (né le 28 novembre 1937,, et mort le 23 avril 2023) est un avocat, un chroniqueur et un historien indien du cinéma et du droit.
Il a vécu à Chennai dans le sud-est du pays et a collaboré avec le quotidien anglophone The Hindu,, dont il rédigeait la chronique hebdomadaire « Blast from the Past ».

## Œuvres
- (en) While the Breakers Roared, 1967 (fiction)
- (en) Indian Ribaldry, C. E. Tuttle Co, 1970 (ISBN 0-8048-0906-2, présentation en ligne)
- (te) Chaya, 1980 (fiction en télougou)
- (te) Kasi, 1981 (fiction en télougou)
- (ta) Madhuri Oru Madhiri, 1982 (true crime en tamoul)
- (en) B.N. Reddi : a monograph, National Film Archive of India, 1985, 103 p. (ISBN 81-201-0003-4, présentation en ligne)
- A History of Tamil Cinema, 1991 (histoire du cinéma)
- (en) Starlight, Starbright : The Early Tamil Cinema, Amra Publishers, 1997 (présentation en ligne)
- Murder for Pleasure, 1972 (fiction)[9]
- Chitale (biographie)
- Monsoon, 1997 (novélisation d'un film de Hollywood tourné en Inde)